# Gatì
Gatteo (Gatì en el dialecte de Romanya) és una ciutat italiana de 8.397 habitants a la província de Forlì-Cesena, a Emilia-Romagna. Es troba a uns 15 km de Cesena.

## Geografia Física

Regió de l'Emília Romanya

El municipi de Gatì, situat en una plana fèrtil, està vorejat per dos rius: Rubicó-Rigossa i Fiumicino. Gatí té un nucli urbà tradicional, que actualment està complementat amb un nucli litoral -Gatteo a Mare- situat a uns sis quilòmetres a la vora del mar Adriàtic.
Gatì està envoltat per les ciutats de Cesenatico, Gambettola, Savignano sul Rubicon i San Mauro Pascoli. És part de la Regió Agrària no 4 - Plans de Forlì i Cesena.
Les planes de Forlì i Cesena estan travessades per diversos rius i rierols, alguns d'ells formaven aiguamolls. Des de l'època romana han patit grans transformacions per tal de permetre les comunicacions entre nuclis urbans, la construcció de ports, i l'agricultura estable.
L'antic riu Rubicó esmentat pels romans, va ser desviat cap a un altre riu proper, de forma que l'estructura fluvial actual no s'assembla gaire a la d'aquells temps.
En dialecte Romanyés, el riu Rubicó s'anomenava Urgó.

## Història
Gatì va néixer durant l'Imperi Romà, construït a prop de l'antiga "compitum" - l'actual Sant Joan in Compito-, ho testimonien nombroses troballes arqueològiques, com ara el maó, marbre, metalls, monedes i estàtues que es troben als voltants. Sobre l'origen del nom, una de les diverses hipòtesis és basada en la inscripció d'un antic marbre del segle ii prop d'un dels enterraments de Rimini, en què apareix per primera vegada "Gattai" en relació amb Gai Mari Gatta, llibert de Gaius. Una altra hipòtesi defineix el terme Gatta – i les variants "Cathei, Catei". Gathei-Gattei en serien un genitiu de possessió.
També hi ha dubtes sobre si la fundació del nucli fou per romans o per celtes que vivien a les fites del naixent Imperi Romà.
La història de Gatì és llarga i rica d'esdeveniments rellevants: el més cèlebre i conegut a tot el món, és el travessament del riu Rubicó per part de Juli Cèsar, que anava cap a Roma amb els seus legionaris. D'aquest fet, ocorregut el gener de l'any 49 aC hem derivat una dita usada encara en l'actualitat: "alea iacta est", és a dir, "les cartes estan llançades".
Un altre esdeveniment memorable és el pas de Giuseppe Garibaldi, ocorregut l'1 d'agost de 1849. Amb 200 homes va fer una parada al llogaret de Gatì, va seguir cap a Sant'Angelo per a després assolir Due Bocche, és a dir, Gatì a Mare, i d'allà dirigir-se de manera sorpresiva a Cesenatico, d'on finalment salparà amb tretze embarcacions típiques cap a Venècia (per participar en la defensa de la ciutat).
Dels dominis que s'han succeït en aquest territori els més duradors van ser els de l'Església (primer la de Ravenna, posteriorment la de Roma) i els de dues famílies romanyoles, els Guidi i els Malatesta. El domini eclesiàstic ha estat fonamental a causa de l'obra de sanejament dels aiguamolls i recuperació durant el segle IX: de fet, les grans abadies disposaven de mà d'obra abundant i qualificada. Els Malatesta van ser senyors de Gatteo el segle XIV i novament entre 1452 i 1656 (amb algunes interrupcions); després van seguir els Comtes de Bagno.
Aquesta rica història de Gatì ha deixat marques en la seva arquitectura, als monuments encara existents. Entre aquests, destaquen el Castell dels Malatesta, estructura nascuda amb finalitat habitacional-defensiva, per la necessitat de defensar la població d'atacs externs i saquejos; el castell estava encerclat per una fossa plena d'aigua i l'unica entrada estava constituïda per un pont llevadís de fusta. El castell ha estat sotmès a una llarga restauració ultimada en el 2003, gràcies a la qual és ara possible passejar-se entre les seves muralles.
Important és també l'església de san Lorenzo Martire, edificada cap a 1290, primer en l'interior del castell, posteriorment traslladada extramurs. En el seu interior hi ha sepultats no pocs membres de la família Guidi: el marquès Ferdinando, Fabrizio marquès de Montebello, la seva esposa Laura, etc.
Hi ha altres edificis dignes de consideració: el campanar de sant'Antonio Abad, única resta d'una de les esglésies més antigues de Gatì, construïda el 1467 o potser abans, destruïda el 1944 per un bombardeig durant la Segona Guerra Mundial; la "Casa del Fascio", construïda cap a 1920, avui seu de la biblioteca comunal.
Aquesta petita localitat ha vist néixer personatges la fama dels quals i els èxits dels quals han donat literalment la volta al món. Entre ells, cal esmentar la família Antonelli, els membres de la qual han estat enginyers militars al servei de la corona hispànica i les obres de la qual són presents a Europa i a l'Amèrica Llatina; Secondo Casadei, l'inventor del "liscio", un ball molt apreciat no només en la Romanya.